# Николас Спикмен
Николас Џон Спикмен (енгл. Nicholas John Spykman; Амстердам, 13. октобар 1893 — Њу Хејвен, 26. јун 1943) био је амерички геополитичар холандског порекла.

## Биографија
Спикмен је рођен 1893. године у Амстердаму. Kаријеру је започео као новинар дописник, најпре на Блиском истоку (1913–1919), затим наставио на Средњем истоку (1916–1919) а потом и на Далеком истоку (1919–1920). У САД је дошао 1920. године, добио америчко држављанство и већ 1923. године на Универзитету Калифорнија добио докторску тезу о социолошким схаватањима Георга Зимела, коју је публиковао 1925. године. На поменутом универзитету предавао је социологију и политикологију (1923–1925) а онда прешао на престижни Јејл, на којем је био шеф Катедре за међународне односе и од 1935. године директор Одељења за међународне односе. Мада је његова научна каријера трајала релативно кратко и дуго није била вреднована на прави начин, оставио је дубок траг првенствено на америчку геополитичку мисао која се нарочито развила после завршетка Другог светског рата.
Пре Другог светског рата објавио је чланке Географија и спољна политика (1938) и Географски циљеви у спољној политици (1939), а уз подршку Фондације Рокфелер започео је истраживања која су резултирала капиталним делима: Америчка стратегија у светској политици: Сједињене Државе и равнотежа снага (1942) и Географија мира (1943), која је објављена годину дана после његове смрти у Њујорку 1944. године.
Николас Спикмен превасходно се бавио утицајем географских чинилаца у међународним односима, затим феноменом глобалног геостратешког положаја Америке и теоријском основом светског геополитичког устројства која се може означити као маргиналистичка. Несумњиво да је најважнији Спикмен научни легат онај о геополитичкој важности „Римланда” – Ободне земље, Континенталног обода, Рубног појаса, чија контрола омогућава светску доминацију. У Спикменовој перцепцији појам „Римланда” знатно се разликује од подручја тзв. литоралне зоне – ужег приобалног појаса, јер се простире много дубље у унутрашњост евроазијског копна и обухвата неке изразито континенталне области (хинтерланд).
Спикменова доктрина пре свега почива на критичком сагледавању дела оснивача геополитике Халфорда Мекиндера. Мада није оспоравао историјско утемељење Мекиндерове теорије о „Хартланду” и освајачким мисијама које су се из „унутрашњег копна” одвијале ка приобалном појасу, он је уочавао промене у новијој светској историји које су се одвијале у обрнутом смеру – од евроазијског обода ка унутрашњости.
Своје ставове заснивао је и на догађајима с почетка Другог светског рата, указујући на немачки продор ка Совјетском Савезу, али и на јапански продор ка Кини и Индокини. Управо због тога Спикмен детаљно описује геополитички положај „Римланда” као првенствено посреднички и контактни, али и као положај који често има улогу тампон-зоне, како између сукобљених сила унутар самог „Хартланда” тако и између сукобљених поморских сила (Велике Британије и Јапана). Из једне такве деликатне позиције проистичу и различите историјске оријентације (савези) земаља „Римланда”. Док су неке од њих у савезништву с Британијом и против Русије, друге су у савезу с Русијом против Британије, а понекад се дешавало и да су Русија и Британија савезници због одређене заједничке претње која се појављивала у појасу „Римланда”.
Дело Николаса Спикмен, вероватно због његове преране смрти (1943), дуго није вредновано на одговарајући начин чак ни у САД. Делимично објашњење треба тражити и у посебним околностима под којима се развијала америчка геополитичка школа мишљења. Ситуација се драстично променила након завршетка Другог светског рата када је Америка стекла статус суперсиле. Од тада до данас многе Спикменове тезе – посебно оне о спречавању доминације у Евроазији, затим о „Римланду” као зони изазова, или о концепцији „интегрисане моћи”, уграђене су у постулате савремене америчке геополитике. Спикмен је добио озбиљну верификацију свог стваралаштва тек постхумно.